# Il bacio d'una morta
Il bacio d'una morta (o Il bacio di una morta) è un romanzo di Carolina Invernizio, pubblicato per la prima volta a Firenze, presso Salani, nel 1886.

## Trama
Avvertito dalla sorella Clara di un grave e imminente pericolo, Alfonso giunge a Firenze dalla Spagna, assieme alla moglie Ines. Si fa condurre da un fiaccheraio, Nanni, presso la villa Le Torricelle, dove viene informato che Clara è morta da poco. Si reca così al cimitero dell'Antella per vederla un'ultima volta, prima che venga seppellita. Quando però la bacia nella sua bara scoperchiata, avverte una reazione alla pressione delle sue labbra: la giovane donna è ancora viva. Condotta in segreto nell'abitazione del fiaccheraio Nanni, Clara si riprende, e racconta la propria storia.
Figlia del conte Rolando Vergani, Clara perde presto la madre. Solo quando compie 18 anni, il fedele Nemmo, seguendo le indicazioni della defunta, le rivela di avere un fratello, l'undicenne Alfonso, che il padre ha creduto nato da una relazione adulterina. Il conte non ha voluto riconoscere il piccolo, affidandolo a un capraio e uccidendo il presunto amante della moglie. Clara viene condotta presso il capraio, dove incontra Alfonso, che rivede poi regolarmente, all'insaputa del padre. Pagato il capraio per simulare la morte di Alfonso, mantiene il fratello agli studi.
Un giorno, Clara corre un grave pericolo in sella al suo cavallo imbizzarrito, e viene salvata dal conte Guido Rambaldi, con cui presto si sposa. Il loro è un amore sincero, coronato dalla nascita di Lilia, ma mentre la coppia si trova a Parigi Guido allontana dalla sensuale ballerina indonesiana Nara, al Bois de Boulogne, un insistente spasimante, sfidandolo poi a duello. Nuovamente a Firenze, Guido rivede una sera Nara al Teatro della Pergola. La donna lo circuisce, avviando con lui una relazione. Nara spinge l'amante fino al tentato omicidio, per impossessarsi del denaro della contessa: quando i due credono di essersi sbarazzati di lei, partono per Parigi assieme alla piccola Lilia.
Finito il racconto di Clara, la nobildonna e il fratello vengono aiutati dal loro notaio di famiglia a risolvere la situazione e a scongiurare una drammatica fine per la bambina. Sotto mentite spoglie, con una parrucca e con il sembiante modificato, Clara parte a sua volta per la Francia, accompagnata da Alfonso, da Ines e dal notaio. Nel frattempo Guido, a poco a poco, sente incrinarsi il suo sentimento per Nara, avvertendo sempre più il vuoto della sua esistenza.
Durante una cavalcata, il conte si imbatte in una misteriosa signora mora, chiusa dentro un calesse. Prova a prima vista un sentimento strano, e quasi una sorta d'innamoramento, al punto che torna più volte negli stessi luoghi solo per vederla. Scopre che abita sugli Champs-Elysées, e un giorno viene introdotto in casa sua. La "dama nera", come si fa chiamare, non è altri che Clara, la quale sta mettendo in atto un piano del notaio. Guido è sempre più attratto dalla dolcezza e dalla purezza della sconosciuta, che si dice vedova e che gli ricorda sua moglie. Aperti definitivamente gli occhi sulla natura di Nara, affida Lilia alle cure della dama, facendo infuriare Nara, che lo denuncia per uxoricidio. I due amanti vengono così entrambi tratti in arresto.
A Firenze, condotti all'Arcella, scoprono con sgomento che la bara è vuota, e vengono edotti sulla vicenda. Segue il processo, in cui la testimonianza di Clara, ancora innamorata del marito, scagiona Guido, condannando la sola Nara che, in preda alla rabbia, impazzisce. Qualche anno dopo, Guido e Clara e Ines e Alfonso compongono due famiglie felici, allietate rispettivamente da due e tre figli. Un giorno giunge la notizia del suicidio di Nara, gettatasi dalla finestra del manicomio.

## L'opera e le sue trasposizioni

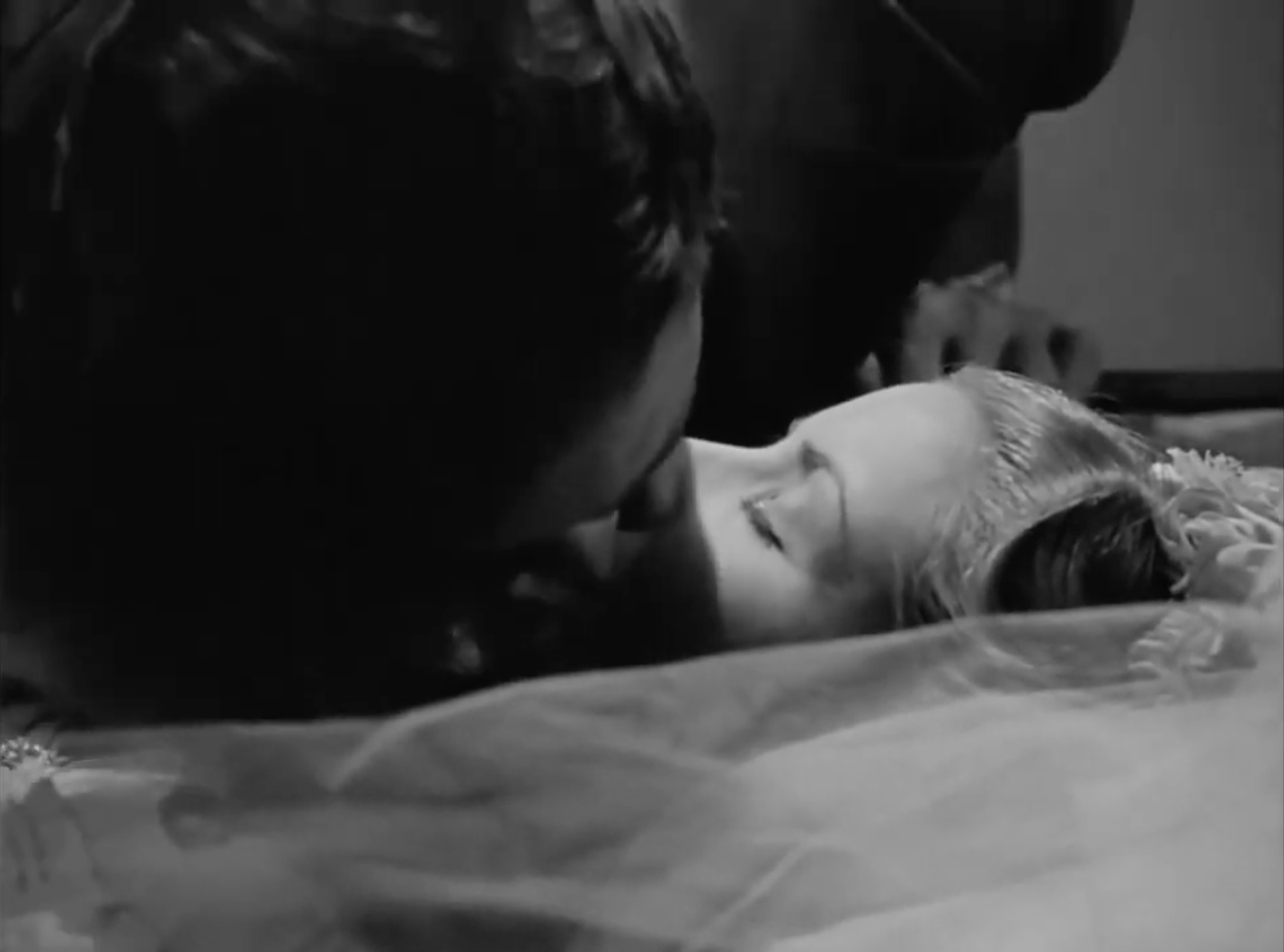
La scena del bacio nella trasposizione filmica del 1949

L'opera fu pubblicata dall'editore fiorentino Salani nel 1886, ed ebbe numerose riedizioni e ristampe, dalla fine del XIX secolo al principio del XXI.
Marino Moretti, che aveva una particolare inclinazione per i romanzi della Invernizio, citò Il bacio d'una morta in una lirica de Il giardino dei frutti, dedicata all'autrice appena defunta e intitolata Carolina Invernizio. La poesia sancisce la predilezione adolescenziale di Moretti per la scrittrice lombarda, a cui si contrapponevano i gusti salgariani dei coetanei.
Il romanzo ebbe tre trasposizioni cinematografiche intitolate Il bacio di una morta, dirette rispettivamente da Giovanni Enrico Vidali (1917), Guido Brignone (1949) e Carlo Infascelli (1974), e una quarta, Il bacio (1974), con la regia di Mario Lanfranchi e la sceneggiatura di Pupi Avati.
Il critico letterario Folco Portinari dedicò al romanzo un capitolo della raccolta di saggi Le parabole del reale, bollando il libro come «narcotico prodotto industrialmente».

## Edizioni (elenco parziale)
- Il bacio d'una morta. Romanzo storico, Firenze, A. Salani, 1886
- Il bacio d'una morta. Romanzo, Firenze, A. Salani, 1911

- Il bacio di una morta, Torino, Quartara, 1948
- Il bacio di una morta, Milano, Lucchi, 1968
- Il bacio di una morta, Milano, Bietti, 1974
- Il bacio d'una morta. Romanzo storico sociale, Milano, Mursia, 1990
- Romanzi del peccato, della perdizione e del delitto [Il bacio d'una morta, La felicità nel delitto], Firenze-Roma, G. Casini, 1991
- Il bacio d'una morta, Torino, Einaudi, 2008